# Bertram Blank
Bertram Blank (ur. 9 kwietnia 1930, zm. 23 maja 1978) – niemiecki polityk należący do Socjaldemokratycznej Partii Niemiec (SPD).

## Życiorys
Od 13 grudnia 1972 aż do swojej śmierci był deputowanym do Bundestagu z ramienia SPD. Wybrany z list w Nadrenii Północnej – Westfalii.